# Hauptlagerhaus der Gutehoffnungshütte

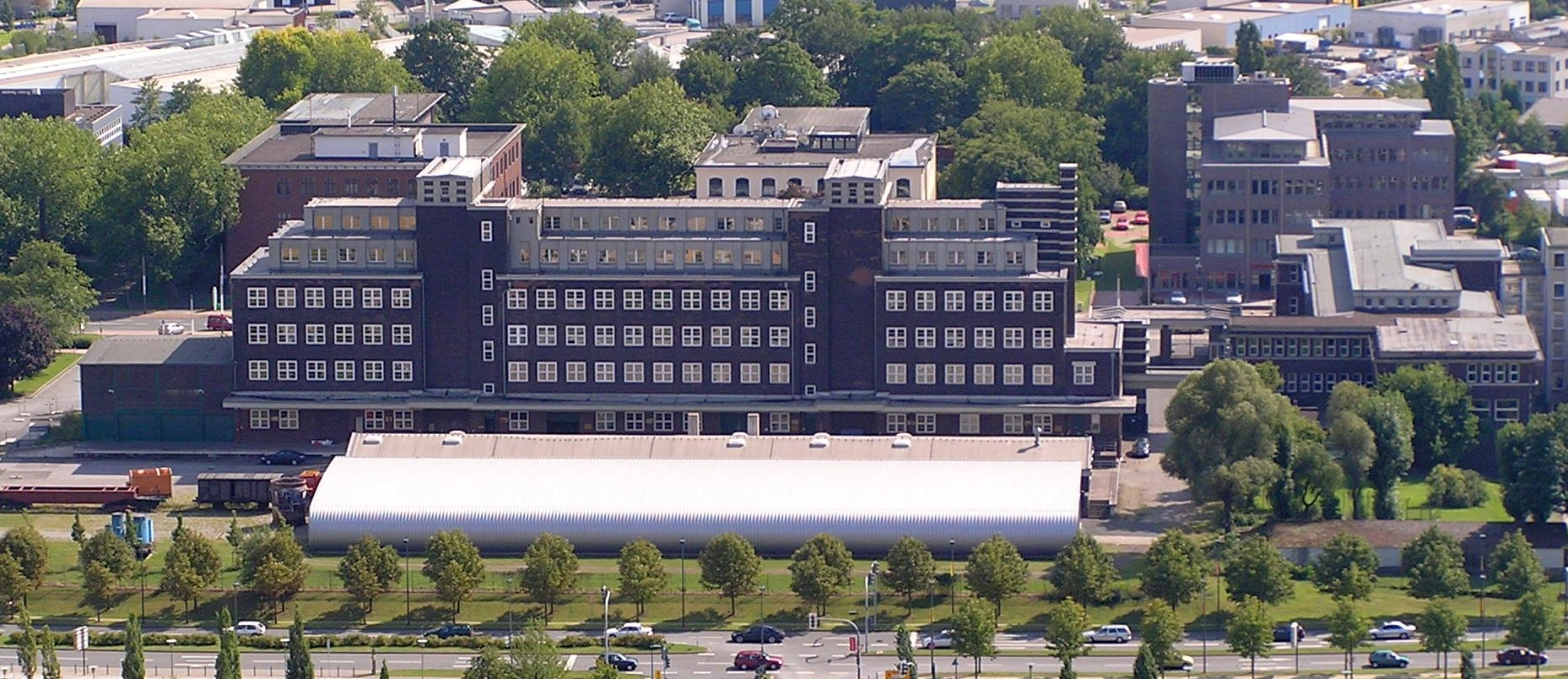
Ehemaliges GHH-Hauptlagerhaus in Oberhausen, Rückansicht

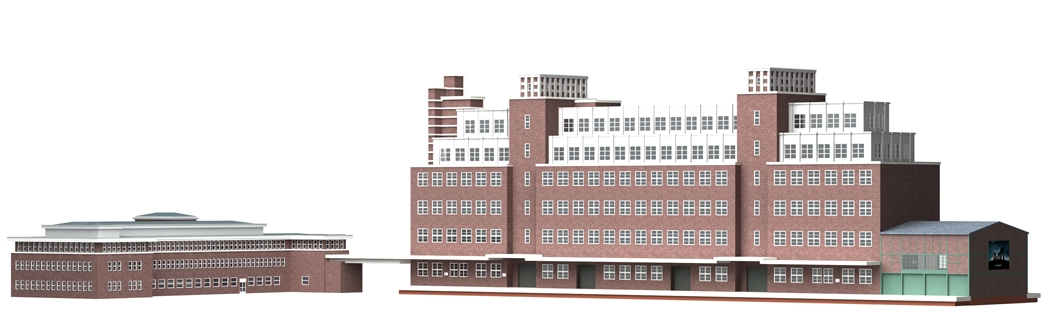
Übersichtszeichnung, Vorderansicht

Das ehemalige Hauptlagerhaus der Gutehoffnungshütte in Oberhausen wurde zwischen 1921 und 1925 an der Essener Straße nach einem Entwurf des Architekten Peter Behrens erbaut. Heute dient es als zentrales Depot des LVR-Industriemuseums. Unter dem neuen Namen Peter-Behrens-Bau finden dort Ausstellungen und Depot-Führungen statt.

## Geschichte
Die 1873 in eine Aktiengesellschaft umgewandelte Gutehoffnungshütte hatte zu Beginn des 20. Jahrhunderts etwa 30.000 Beschäftigte und war noch immer ein expandierendes Unternehmen im Bereich der Montanindustrie. Unter Leitung des Vorstandsvorsitzenden Paul Reusch wurden Modernisierungs- und Rationalisierungsmaßnahmen ins Visier genommen, zu denen auch die Errichtung eines Zentrallagers für Gebrauchsgüter gehörte. Die Realisierung dieses Projektes wurde durch den Ersten Weltkrieg verzögert, nach dessen Beendigung jedoch bald wieder aufgegriffen. Mehrere namhafte Architekten, unter ihnen neben Peter Behrens auch Bruno Möhring, wurden 1920 aufgefordert, im Rahmen eines Wettbewerbs Entwürfe für das Zentrallager und ein Verwaltungsgebäude vorzulegen. Der Entwurf von Behrens erhielt den Zuschlag in erster Linie auf Grund seiner ästhetischen Qualitäten, dem funktionalen Anforderungsprofil der GHH entsprach eher die Vorlage von Möhring. Mit der Auftragsvergabe erhielt Behrens daher die Auflage, sein Konzept in verschiedenen Punkten entsprechend anzupassen. Dieser Entscheidungsprozess und die optische Wirkung des entstandenen Bauwerks deuten an, dass es der Konzernleitung sowohl um ein funktionales wie ein repräsentatives Gebäude ging. 

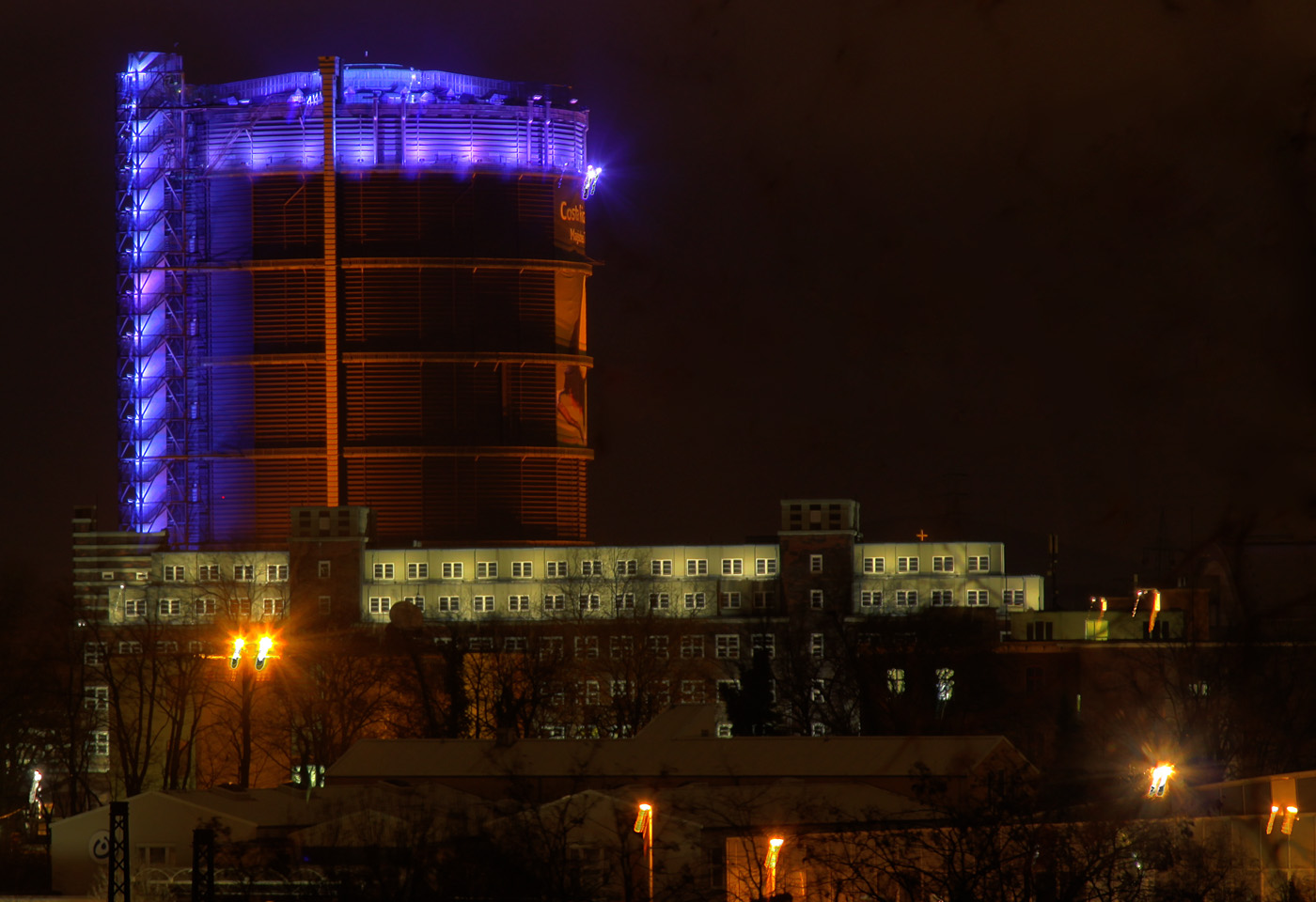
Abendlicher Blick auf Hauptlagerhaus mit Gasometer im Hintergrund

Errichtet wurde das Lagerhaus zwischen 1921 und 1925. Als Fundament wurde eine etwa 90 cm dicke Betonplatte mit Dehnungsfugen gegossen, um das Gebäude vor eventuellen Bergschäden zu schützen. Die tragende Konstruktion besteht aus einem Stahlskelett, für das rund 1.000 Tonnen Stahl verbaut wurden, das die GHH-eigene Brückenbau-Abteilung produzierte. Die Fassade ist ein relativ schnörkelloses Mauerwerk aus Backstein. Die von Behrens ausgewählten Ziegel bzw. Verblend-Klinker führten allerdings durch ihr Sonderformat (Klosterformat) zu Mehrkosten von rund 400.000 Mark. Der langgestreckte Hauptkörper des Gebäudes wird durch zwei Treppen- bzw. Aufzugstürme in zwei gleich große Seitenflügel und einen breiteren Mittelteil gegliedert. Die dominierende architektonische Form ist der Kubus, was durch die überwiegend quadratischen, bündig in die Fassade eingesetzten Fenster unterstrichen wird. Das rund 86 m breite und etwa 25 m hohe Gebäude hat sechs bzw. sieben Stockwerke, die sich nach oben hin in mehreren Schritten verjüngen, wie auch die Tragfähigkeit der einzelnen Geschosse nach oben hin abnimmt. Die beiden Obergeschosse haben im Gegensatz zu den darunter befindlichen verputztes Mauerwerk und treten stufenförmig zurück. Ein siebtes Geschoss ist nur andeutungsweise beim oberen Abschluss der Aufzugstürme realisiert. Erweitert wird das Gebäude auf der Vorder- und Rückseite durch überdachte Rampen, die auf die Anlieferung und den Weitertransport der Waren mit Güterwaggons ausgelegt waren. Weiß abgesetzte Putzbänder, Fensterreihung, Gesimse und Vordach, die dem Bau neben der langgestreckten Zeilenform eine stark horizontal betonte Gestalt verleihen, verraten den Einfluss der Architektur von Frank Lloyd Wright. 
Das Lagerhaus wurde als Gebäudeensemble konzipiert und realisiert: als Ergänzung war von vornherein ein Verwaltungsgebäude geplant; die Zentralverwaltung III sollte die beiden bereits vorhandenen Verwaltungsgebäude der Konzernzentrale ergänzen. Behrens hat zusätzlich ein rückwärtig angeschlossenes eingeschossiges Speziallager für Öle und Fette entworfen und realisiert. Abgerundet wird der Komplex durch eine Toranlage mit Pförtnerhaus.

## Gegenwart
Das Hauptlagerhaus hat den Zweiten Weltkrieg ohne wesentliche Beschädigungen überstanden. Durch die anschließend erfolgte Zerschlagung des GHH-Konzerns und den später einsetzenden Strukturwandel, der zur weitgehenden Aufgabe der Stahlindustrie in Oberhausen führte, verlor das Gebäude jedoch sukzessive seine ursprüngliche Funktion. 1989 wurde es zum Industriedenkmal erklärt und aufgrund dessen nicht abgerissen, als in den frühen 1990er Jahren das ehemalige Stahlwerksgelände abgeräumt wurde, um eine Freifläche für die projektierte Neue Mitte Oberhausen zu schaffen. 1993 wurde der Behrens-Bau vom Landschaftsverband Rheinland erworben und fungiert seit 1998 als zentrales Depot und teilweise auch als Ausstellungsraum des LVR-Industriemuseums. Er gehört zu den Haltepunkten der Route der Industriekultur.

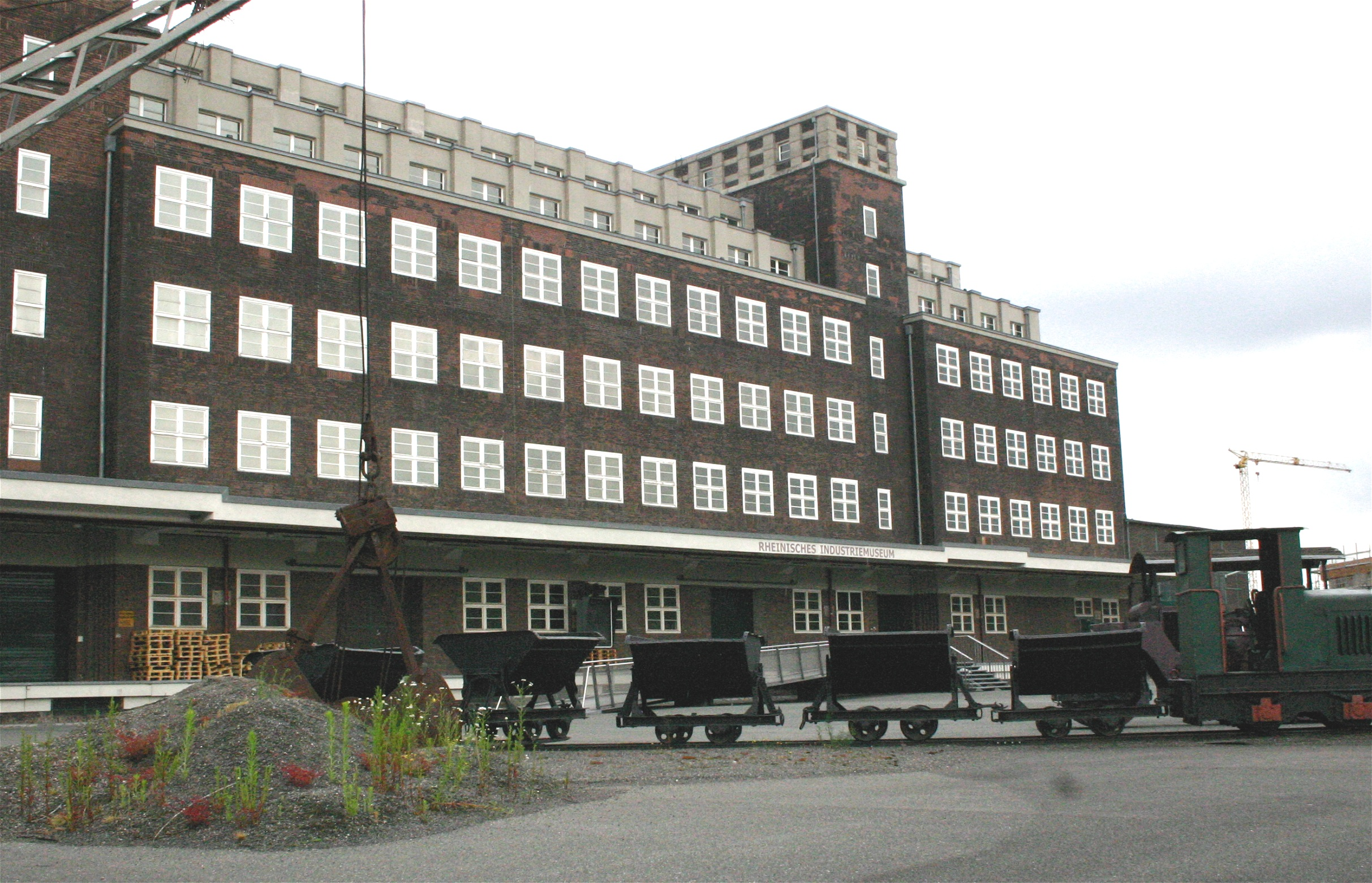
Detailansicht mit Außenexponaten
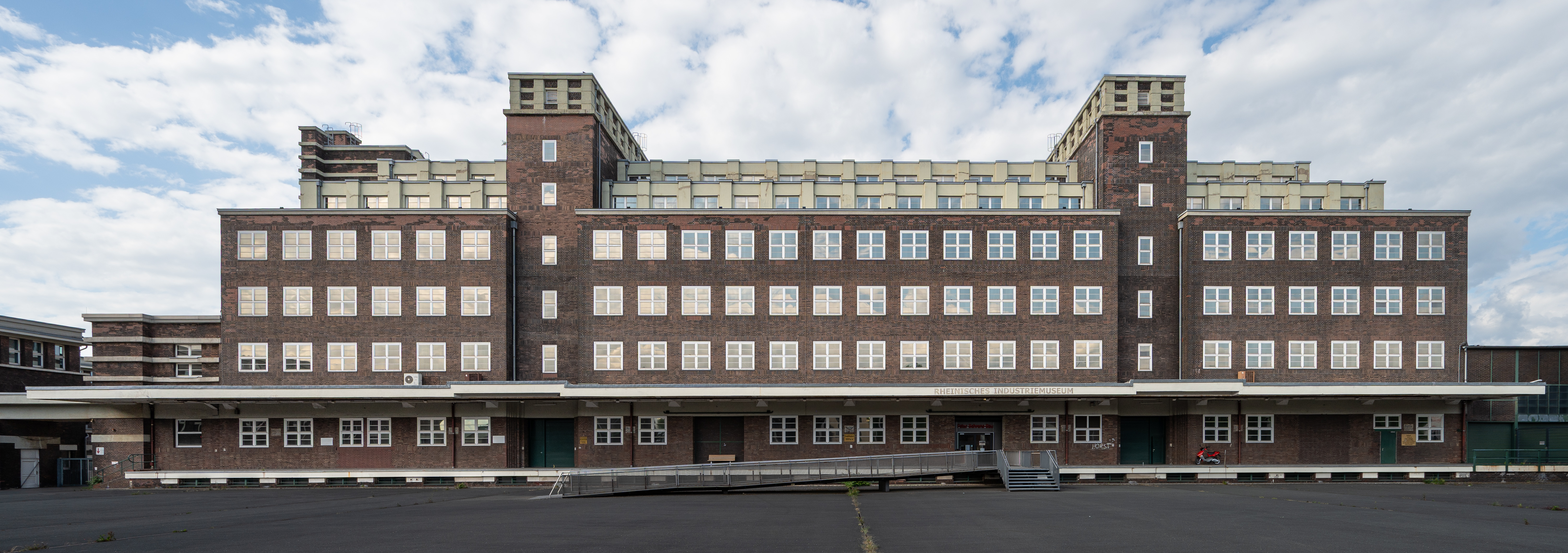
Detailansicht der Vorderseite
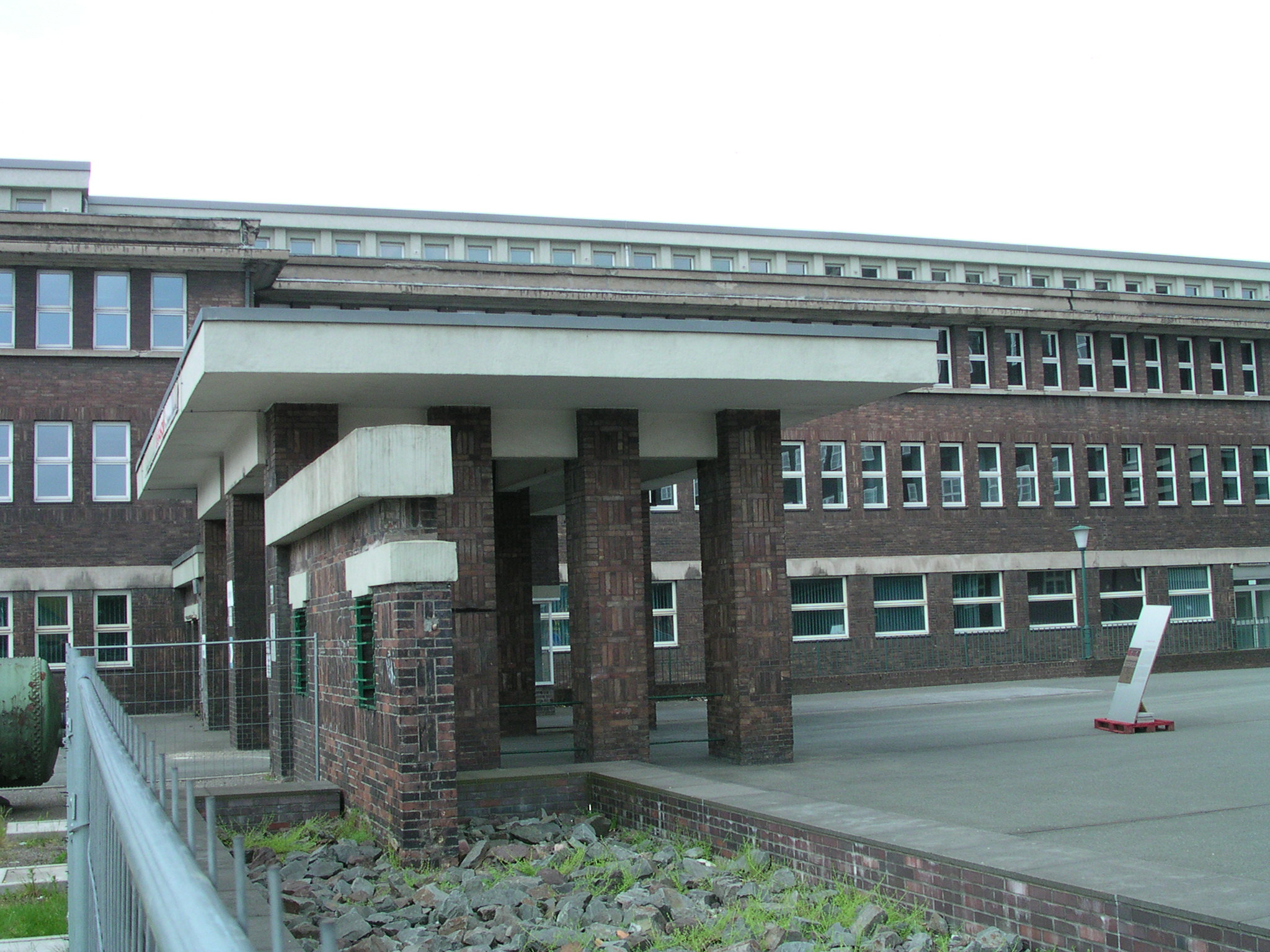
Eingangsbereich
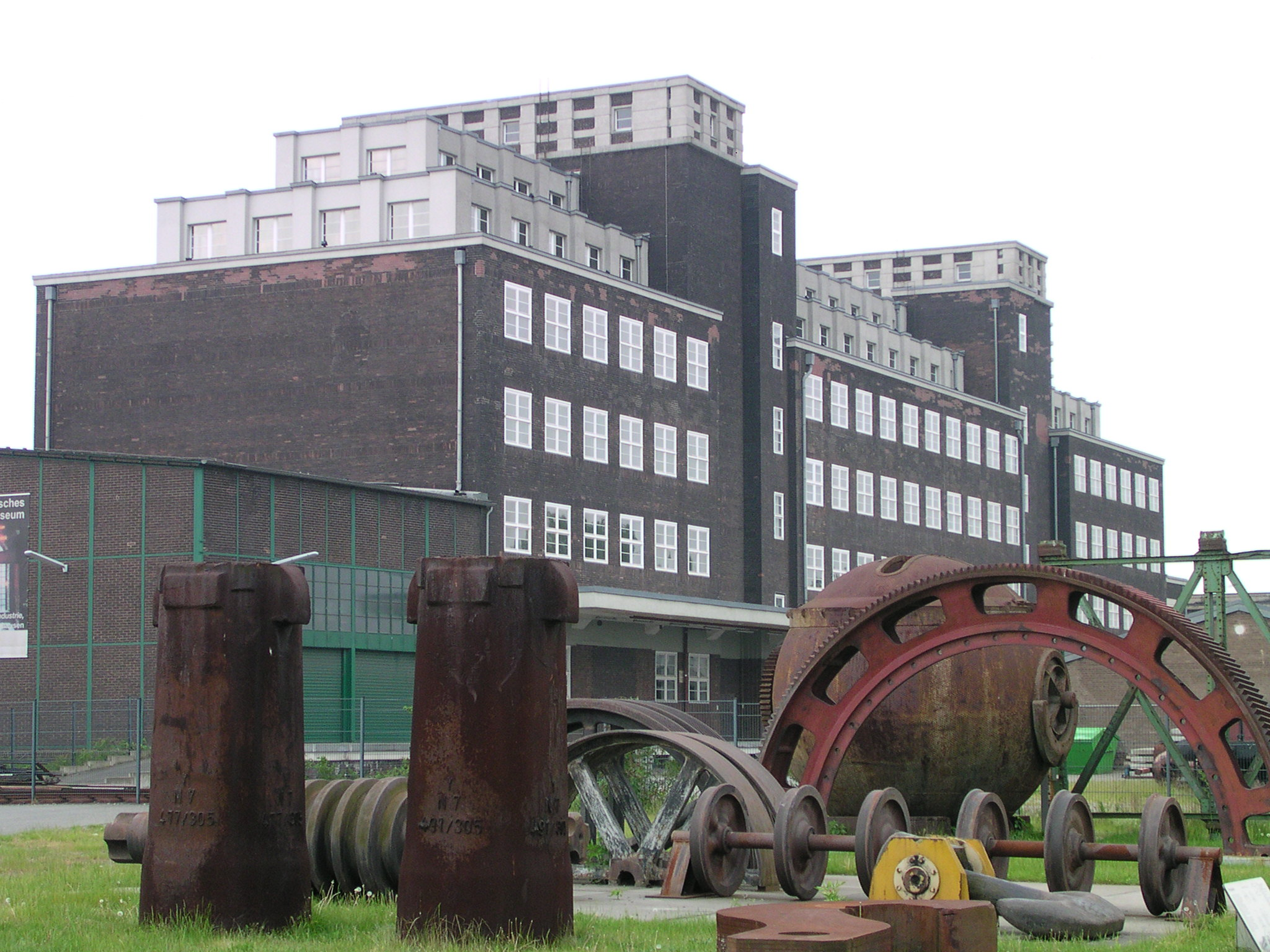
Rückseite
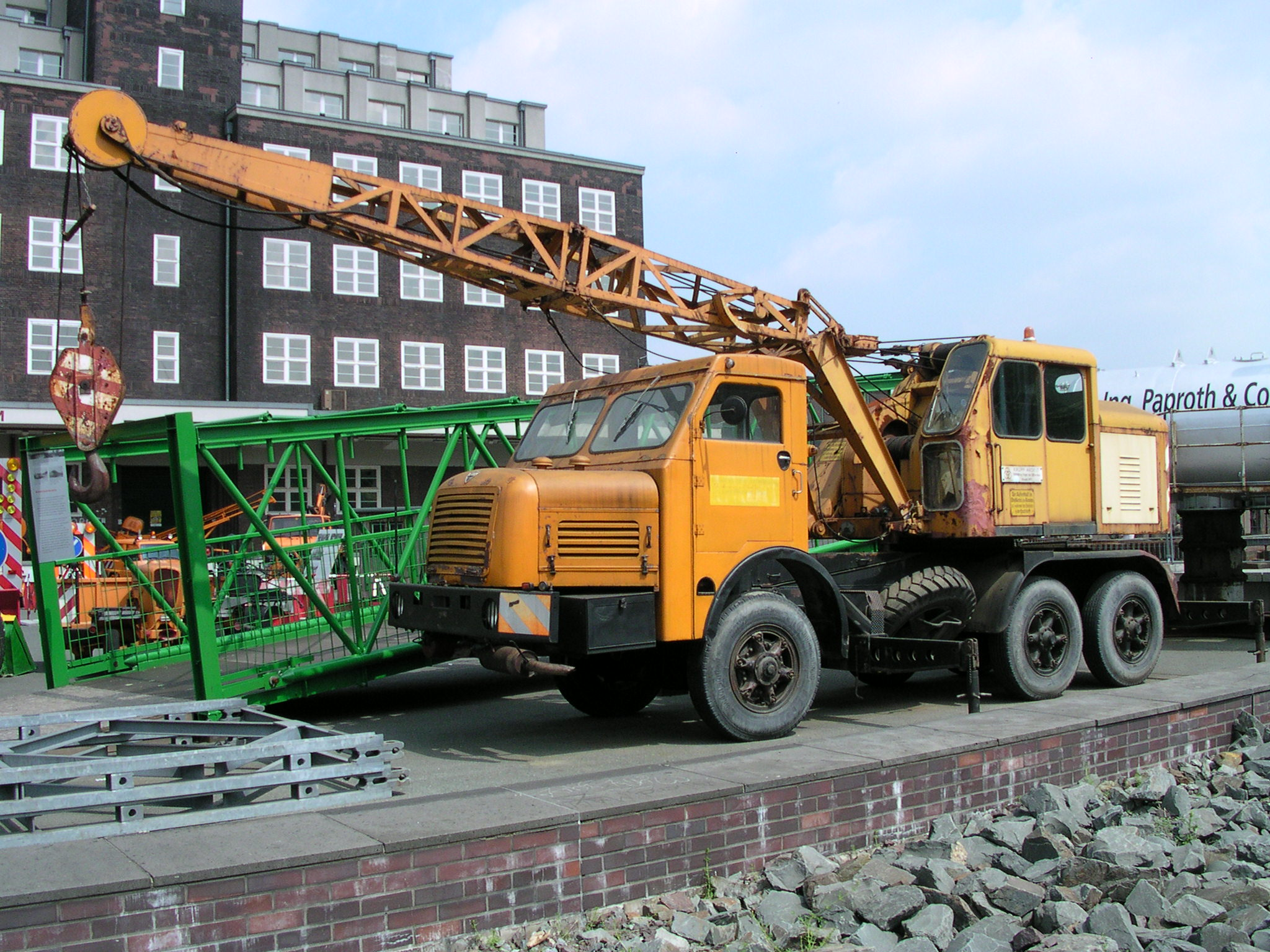
Krupp-Ardelt-Autokran auf Faun-Fahrgestell